# Saint-Martin-de-Nigelles
 Saint-Martin-de-Nigelles  là một xã của tỉnh Eure-et-Loir, thuộc vùng Centre-Val de Loire, miền bắc nước Pháp.